# مازراتی لوانته
مازراتی لوانته (به انگلیسی: Maserati Levante) (کد:ام۱۶۶) خودروی شرکتی کراس اوور است که مدل مفهومی آن، مازراتی کوبنگ در سال ۲۰۱۱ در نمایشگاه خودرو فرانکفورت رونمایی شد. تولید لوانته در کارخانه Mirafiori در تورین، ایتالیا در سال ۲۰۱۶ آغاز شد.تولید و فروش این خودرو توسط مازراتی و بوسیله تورین پلنت صورت می‌گیرد. لوانته در ماه مه ۲۰۱۶ در اروپا و در سپتامبر ۲۰۱۶ در آمریکای شمالی به فروش رفت.

## نگارخانه

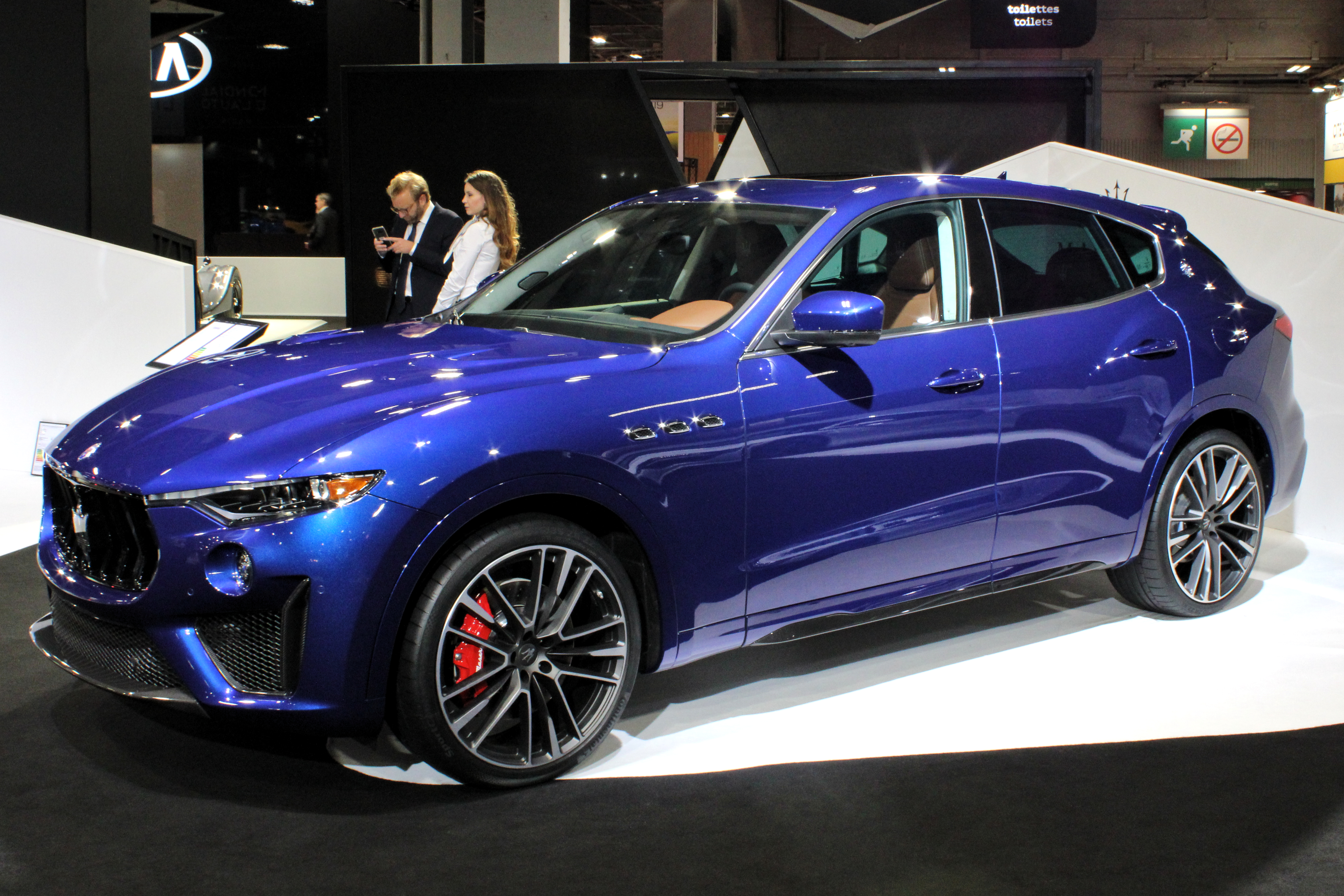
لوانته تروفه
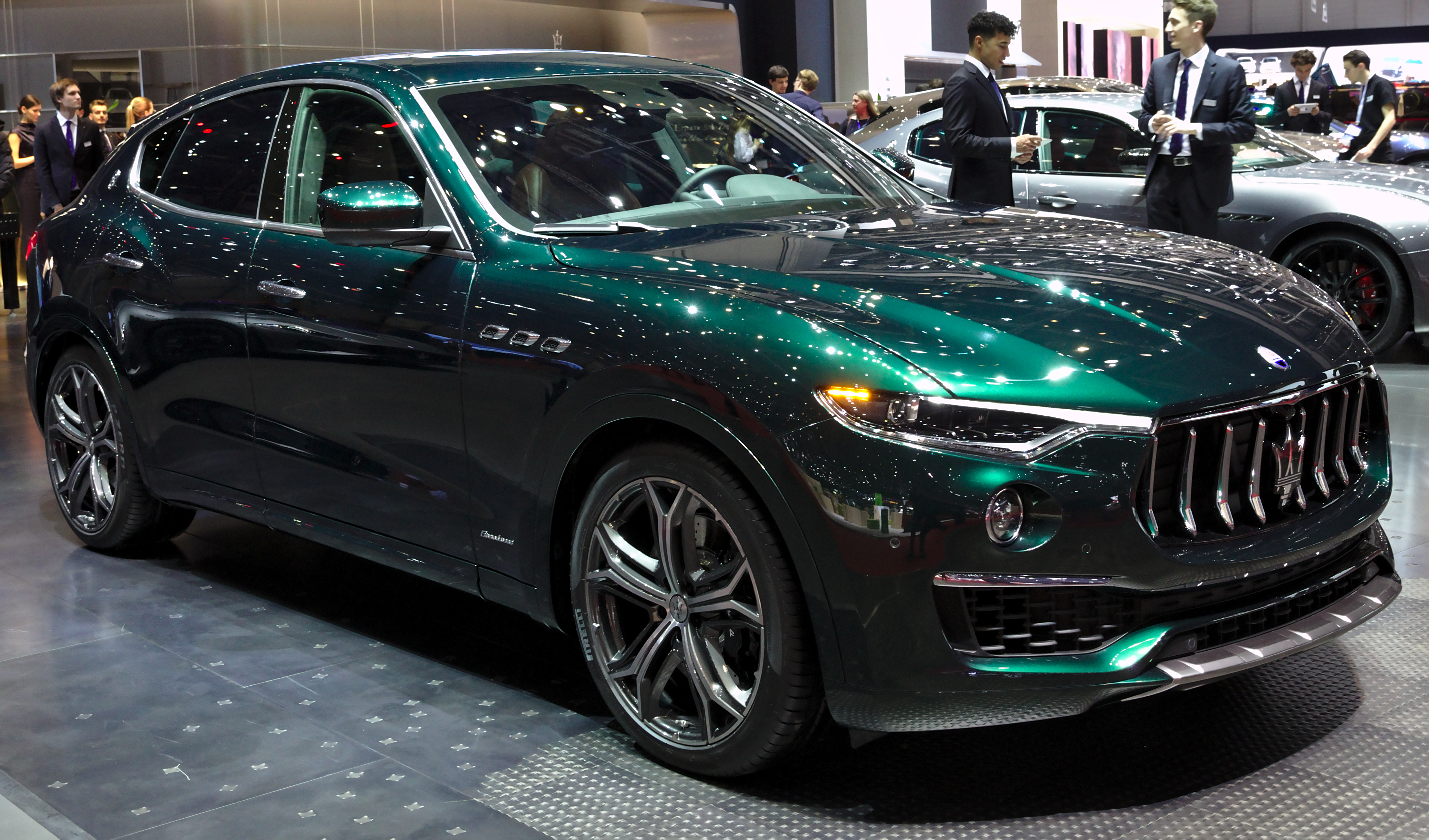
لوانته آلگری انتینوری تک به تک
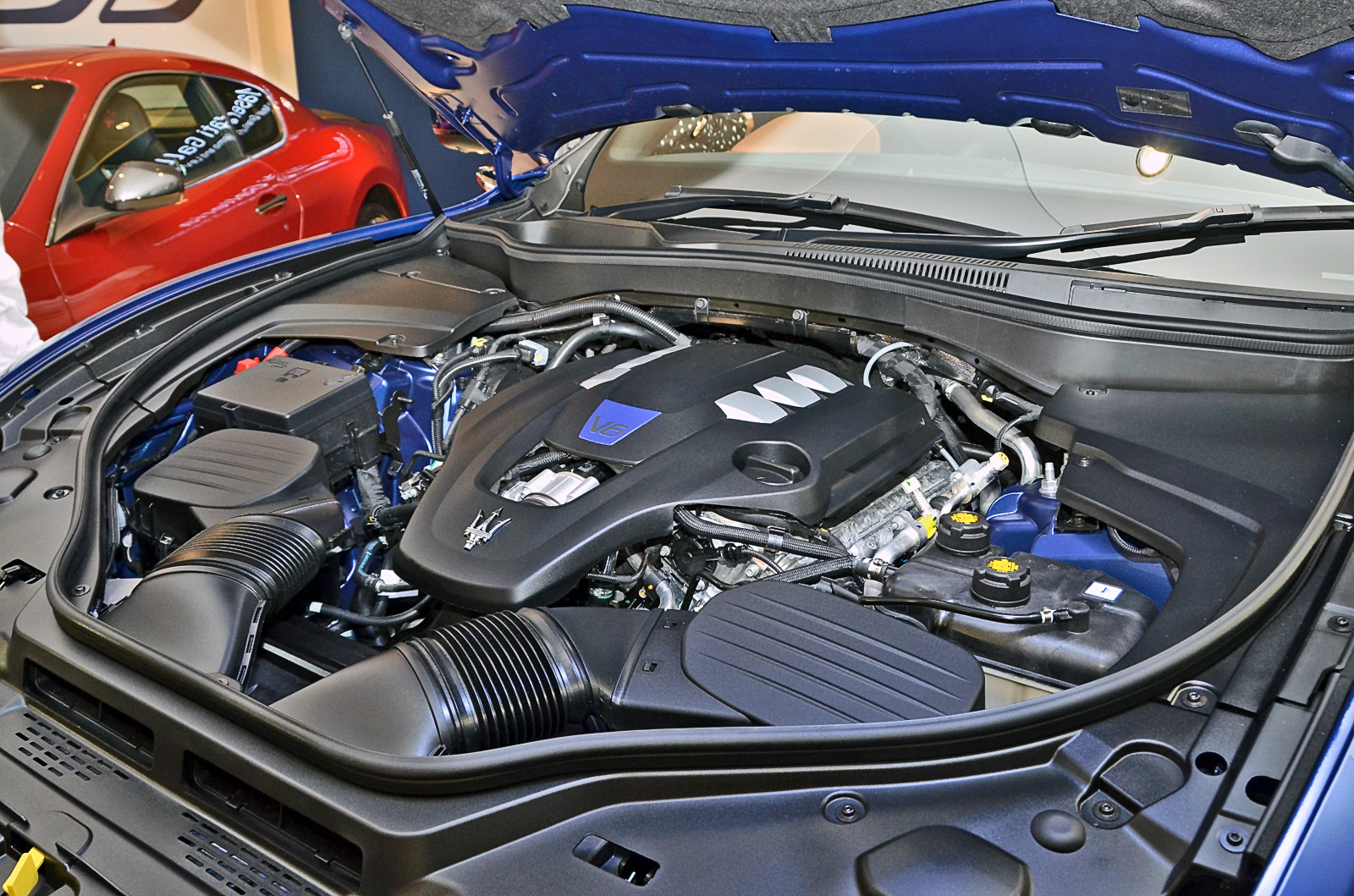
موتور
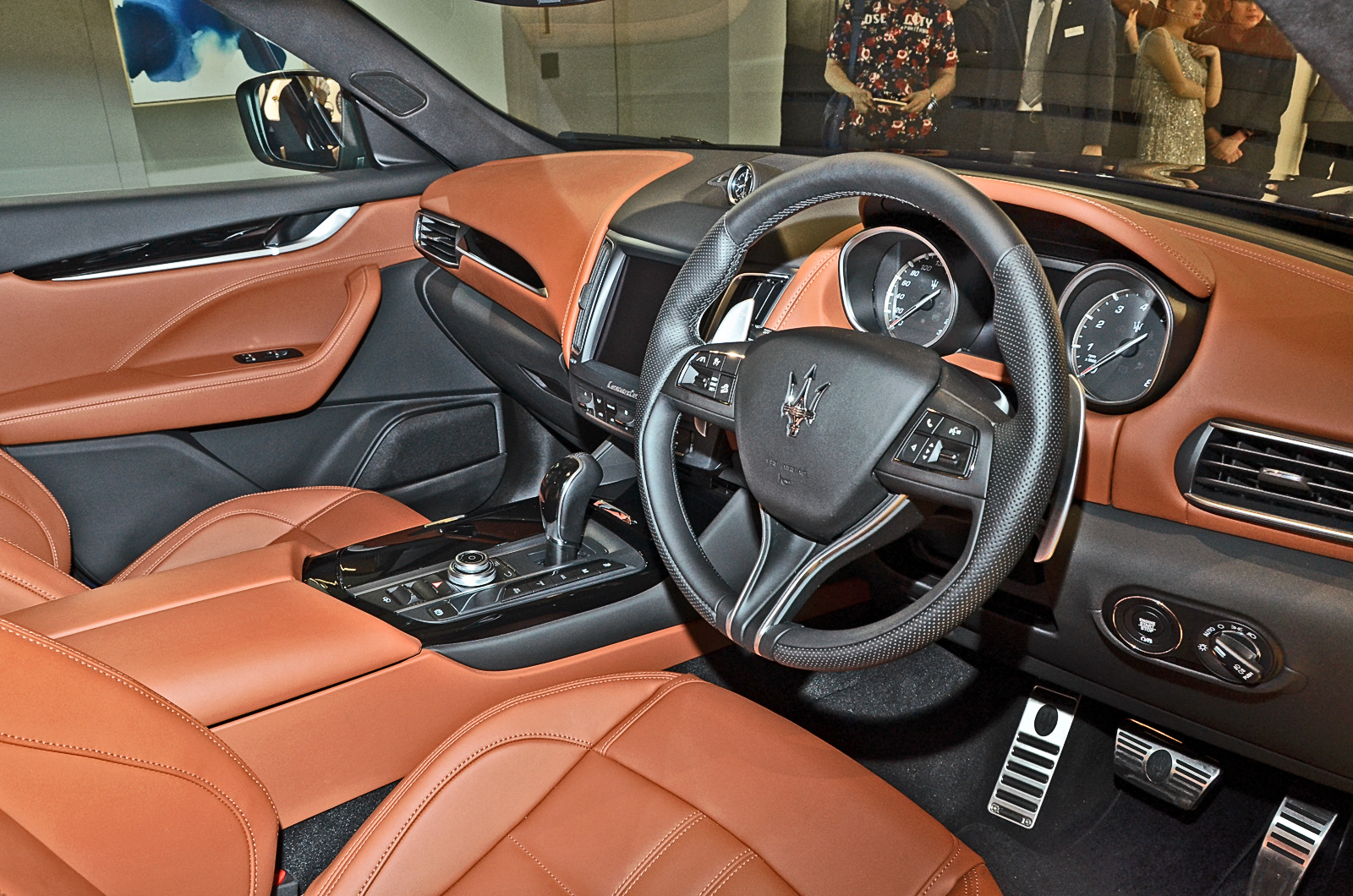
نمای داخلی